# Половецкие каменные бабы

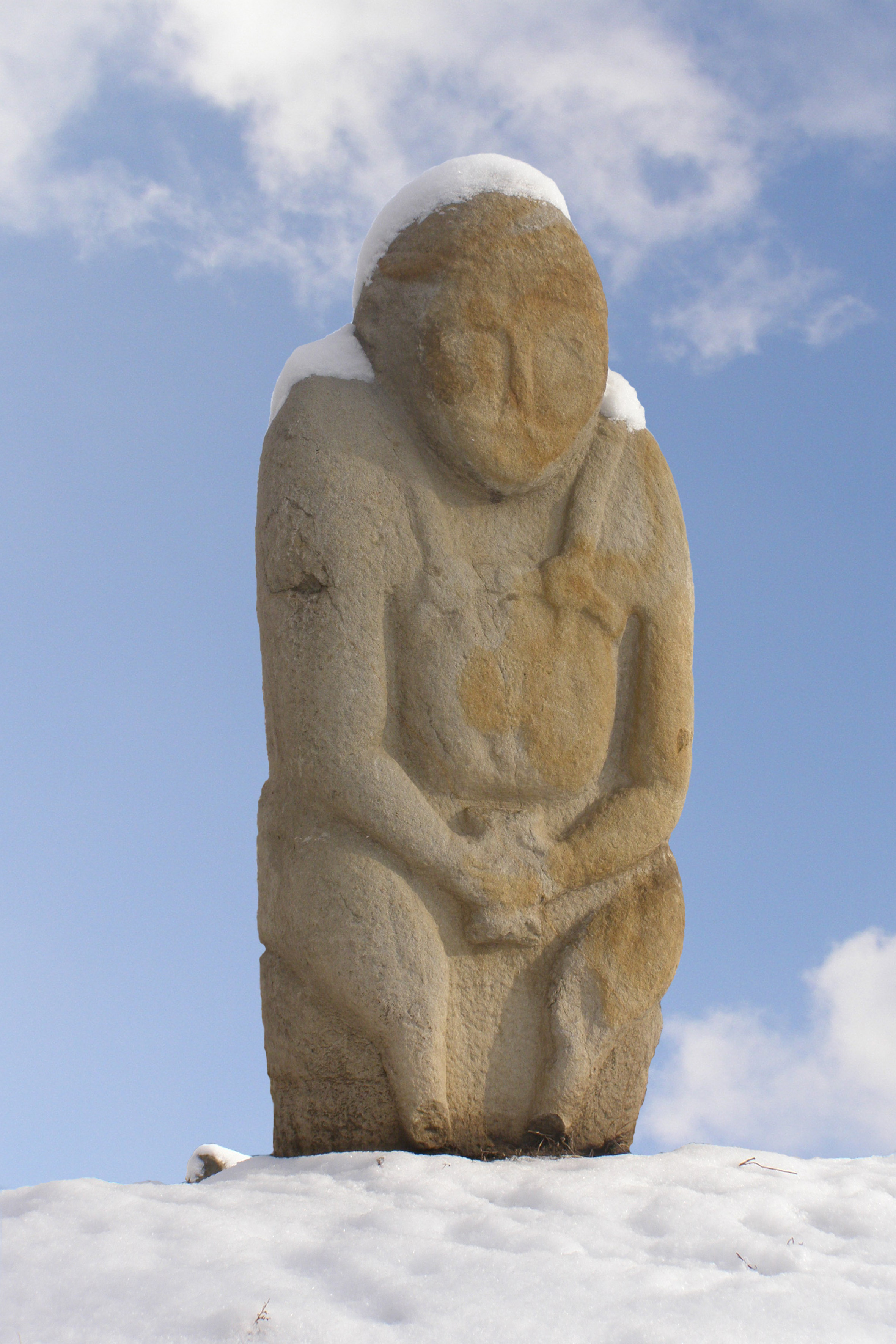
Парк-музей половецких баб (Луганск)

Полове́цкие ка́менные ба́бы — памятники сакрального искусства половцев (кипчаков) IX-XIII века. Изваяния сделаны из серого песчаника по высоте от 1 до 4 м, встречающиеся на огромных пространствах от юго-западной Азии до юго-восточной Европы.

## История

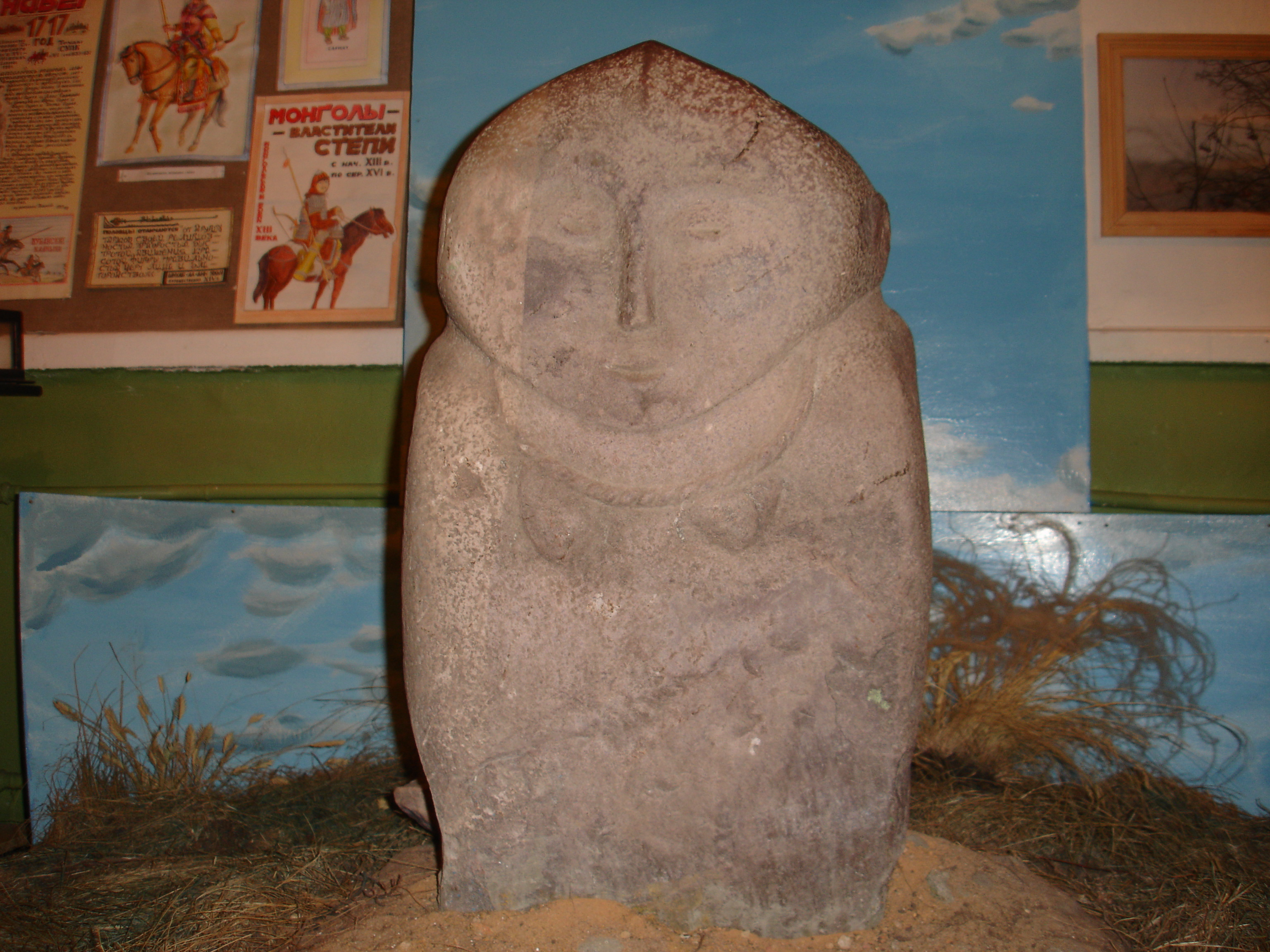
Половецкая каменная баба, XI век (Ртищевский историко-краеведческий музей)

Статуи символизировали предков и ставились на наивысших участках степи, водоразделах, курганных могильниках в специально сооружённых для них святилищах, которые иногда ограждались камнями. Святилища были квадратные или прямоугольные, их размеры зависели, видимо, от количества чтимых в нём предков. В центре святилища, ставили одну и больше мужских или женских статуй с лицами, обращёнными на восток. Изредка попадались святилища со скоплением статуй — в каждом не меньше 12-15.

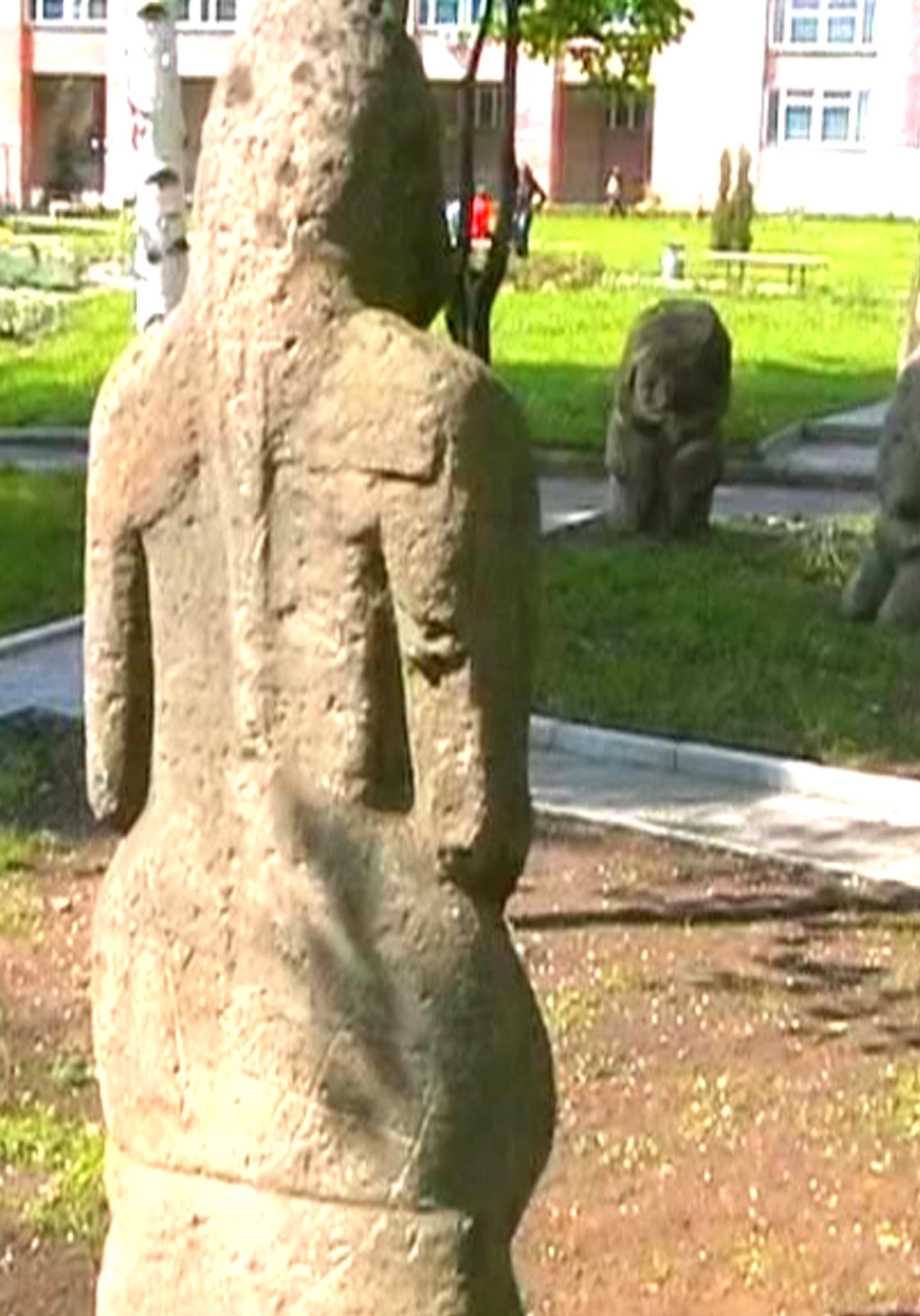
Половец с косой (Луганск)

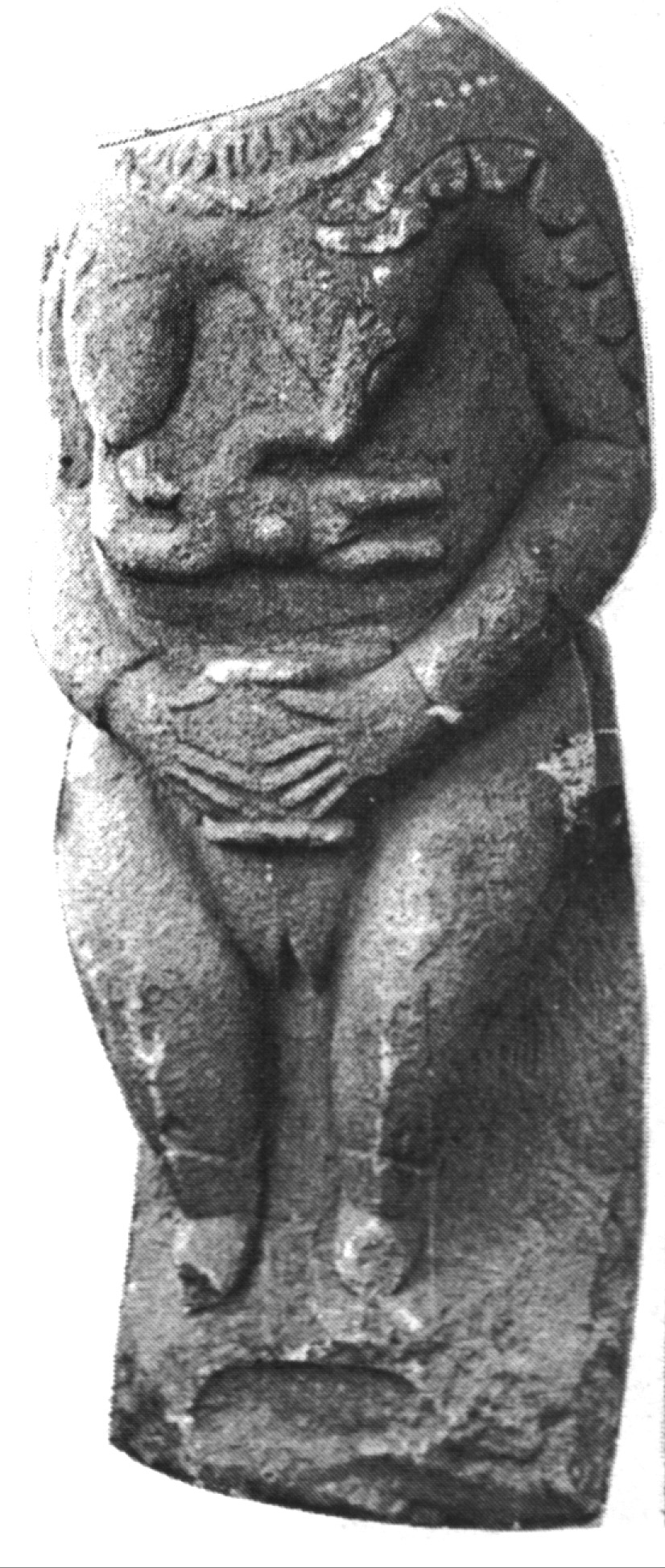
«Чернухинская мадонна» (Луганск)

Святилища с истуканами были местом осуществления поминального культа предков, не связанного непосредственно с погребениями. Собственно, этимология слова «баба», происходит от тюркского «балбал», что означает «пращур», «дед-отец». Со временем этот обряд трансформировался в культ вождей-покровителей орды. Женские статуи символизировали непобедимость и бессмертие воинов. Покровители в образе женщины давали им силу, выкармливали и оберегали их. За это кочевники приносили им жертву. Возле подножия статуй исследователи находили кости баранов.

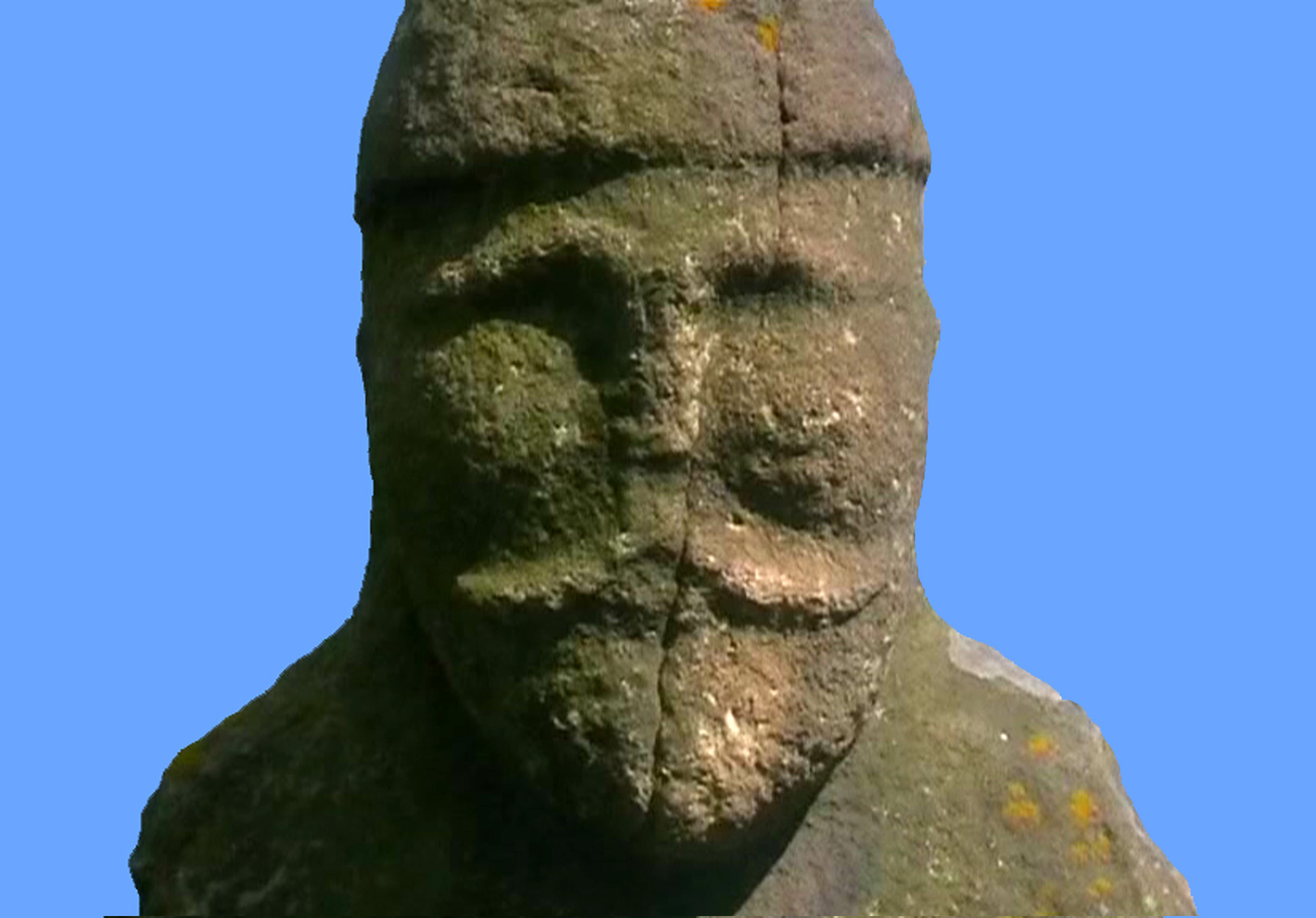
Портрет половца XII век. (Луганск)

В XIII веке половцы были покорены монголами. Значительная часть памятников половецкой культуры погибла от рук мусульман, которые боролись с язычеством. Однако оно так и не было полностью искоренено и в дальнейшем адаптировалось к православию. На протяжении последующих столетий, в некоторых славянских поселениях жила традиция отдавать почёт половецким идолам, которые наделялись силой, способной влиять на возрождение природы, плодородность земли, успех общины. Всего до наших дней дошло свыше двух тысяч каменных баб.

## Типы половецких каменных статуй
- Антропоморфные фигуры из специально подобранных удлинённых камней.
- Изображения мужчин с усами и небольшой бородой.
- Изображения мужчин преимущественно без шапок, иногда с одной или несколькими косами до пояса. На некоторых фигурах одно или оба уха украшены серьгами, изредка на шее гривна или ожерелье.
- Изображения мужчин, одетых в кафтан с треугольными отворотами и узкими рукавами. На талии — пояс с набором украшений, пряжек и бляшек. Реже в просторной одежде с широкими рукавами без пояса и оружия.
- Фигуры с кинжалом или саблей.
- Фигуры женщины с подчёркнутыми детородными органами. «Чернухинская мадонна» (найденная в посёлке Чернухино Луганской области) держит на руках ребёнка.
- Каменные бабы с сосудами, которые они держат в правой руке, реже в обеих руках. Формы сосудов разнообразные: кубки, чаши, цилиндрические сосуды. Известно несколько случаев, когда на правой руке показанная сидячая птица[3].

Старейшие типы статуй — стеловидные плоские со слабой детализацией фигур или совсем без неё, причём характерной особенностью было абсолютное преобладание последних. Это были грубо обтёсанные каменные столбы, контуры лица которых иногда вырезались в виде «сердечка» с закругленной или заострённой в виде башлыка вершиной. Лица вообще не изображались, или наносились Т-образные брови и нос, глаза и рот в виде овальных углублений. Такие фигуры впервые появились в половецкой степи приблизительно в первые десятилетия XI века.
Со временем на фигурах появились руки, которые держали на уровне живота чаши, и круглые выпуклости, которые изображали грудь.
XII век — век расцвета половецкой скульптуры и её распространения в половецкой степи. Огромное количество заказов стимулировало рост производства, его развитие и усовершенствование, увеличение числа камнерезов и скульпторов. В половецких мастерских изготовлялись тысячи статуй. Мужчины и женщины изображались стоя и сидя, всегда с канонизированным положением рук с чашами для жертвоприношения или «угощения». Благодаря очень полным изображениям можно точно представить костюмы, украшения, оружие, материальную и даже духовную жизнь половцев. Мужские лица всегда изображались с усами и даже с бородой; женские — полные, круглые, как правило, с маленькими рыхлыми губами. Женщины, как впрочем, и мужчины изображались с голой грудью, подчёркивая основное назначение этого органа — кормление рода. Это очевидно имело ритуальный характер.
В конце XII века происходит заметное упрощение и примитивизация статуй. Перестали декорировать спины и изображать детали причесок и нарядов, убрали детализацию костюмов и с лицевой стороны. Нередко даже лица статуй оставляли гладкими без необходимого, казалось бы, рисунка лица. Вполне вероятно, что статуи раскрашивали. Очень редко, но можно увидеть в особенно глубоких вырезах орнамента следы чёрной или красной красок. На хорошо отшлифованной поверхности можно было нарисовать сложный и красивый рисунок, дать большую выразительность.

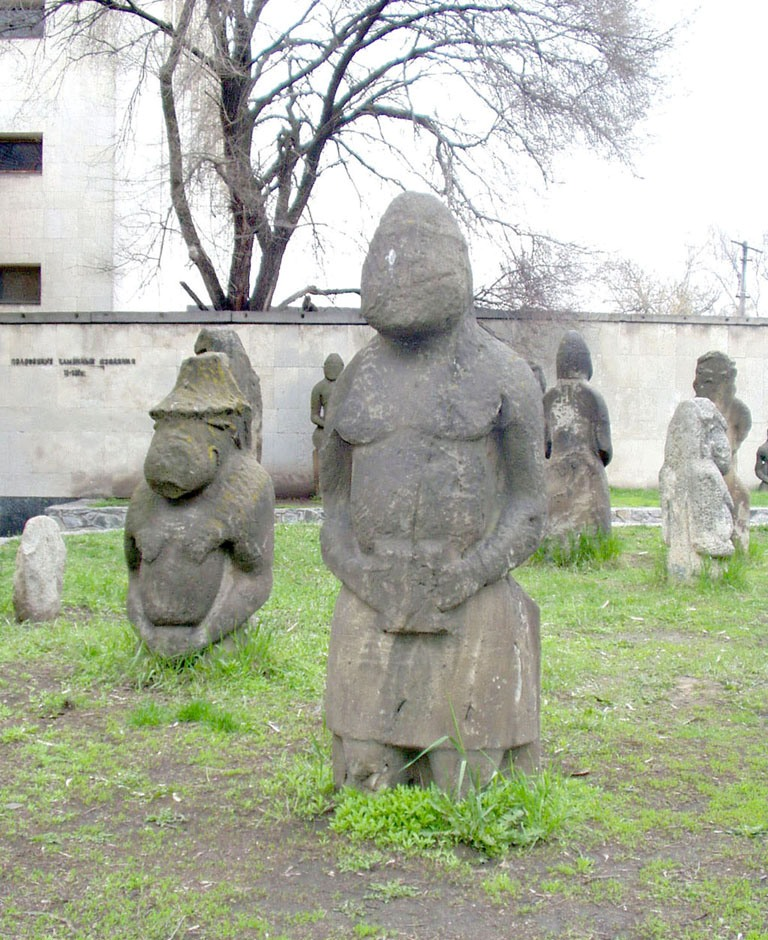
У Днепровского исторического музея

## Современные парки половецких статуй
- Сквер музея природы, Харьков
- Вершина горы Кременец, Изюм
- Парк-музей каменных баб, Луганск
- Сквер Исторического музея, Днепр